# Роннебюон
Роннебюон (швед. Ronnebyån) — річка на півдні Швеції. Довжина річки становить приблизно 110 км, площа басейну — близько 1112,7 км². Судноплавна приблизно на 4 км — до міста Роннебю. На річці побудовано 13 ГЕС малої потужності.

## Назва
Назва річки Роннебюон вдавнину була Rotn, що, ймовірно, мало значення «ревіння» і було пов'язане з «ревінням» водоспаду на річці.

## Географія
Роннебюон бере початок під назвою Фібблеон (швед. Fibbleån) біля села Геррокра (швед. Herråkra) комуни Уппвідінге лену Крунуберг. Фібблеон тече у південному напрямку й впадає у озеро Роттнен (швед. Rottnen). Від озера Роттнен Роннебюон тече у південному напрямку й впадає у затоку Роннебюф'єрден (швед. Ronnebyfjärden) бухти Пукавіксбуктен Балтійського моря у кількох кілометрах південніше від міста Роннебю. Безпосередньо у гирлі річки лежить селище Роннебюхамн (швед. Ronnebyhamn). Найбільшою притокою є Лессебуон (швед. Lesseboån).

## ГЕС
Першу ГЕС на річці Роннебюон побудовано 1902 року (її реконструйовано 2009 року) у Скугсрюд комуни Тінгсрид. Станом на 2014 рік на річці зведено 13 ГЕС. За період з 1952 року по 2014 рік встановлена потужність ГЕС зросла з всередньому 9 МВт (максимальний показник становив 10,6 МВт) до 13,9 МВт, тобто — приблизно у 1,5 рази. Середнє річне виробництво становить близько 51,2 млн кВт·год.
| №  | Назва | Назва швед- ською | Роз- ташуван- ня | Рік введен- ня в дію | Встанов- лена потуж- ність, МВт | Середнє річне вироб- ництво, млн кВт·год |
| -- | ----- | ----------------- | ---------------- | -------------------- | ------------------------------- | ---------------------------------------- |
| 1  |       | Skogsryd          | Скугсрюд         | 1902                 | 0,4                             | 2,2                                      |
| 2  |       | Bro               | Бру              | 1987                 | 0,13                            | 0,4                                      |
| 3  |       | Dång              |                  | 1996                 | 0,170                           | 0,850                                    |
| 4  |       | Krokfjorden       |                  | 1990                 | 1,49                            | 4,5                                      |
| 5  |       | Horkoneryd        |                  | 1984                 | 2,1                             | 7                                        |
| 6  |       | Klåvben           |                  | 1949                 | 2,7                             | 9                                        |
| 7  |       | Långgölsmåla      |                  | 1931                 | 0,9                             | 4                                        |
| 8  |       | Karlsnäs          |                  | 1952                 | 0,64                            | 2,4                                      |
| 9  |       | Verperyd          |                  | 1921                 | 0,91                            | 3,5                                      |
| 10 |       | Brantafors        |                  | 1921                 | 0,63                            | 2,2                                      |
| 11 |       | Kallinge          |                  | 1985                 | 1,32                            | 4,8                                      |
| 12 |       | Djupafors         |                  | 1922                 | 1,05                            | 4,8                                      |
| 13 |       | Ronneby           |                  | 1950                 | 1,5                             | 5,5                                      |